# Johann Jakob Bernoulli
Johann Jakob Bernoulli, född 18 januari 1831 och död 22 juli 1913, var en schweizisk konsthistoriker.
Bernoulli var en framstående kännare av romerska och grekiska porträtt. Bland hans arbeten märks Römische Ikonographie (4 band, 1882-94) och Griechische Ikonographie (2 band, 1901).